# Clins d'œil sur un adieu
Pour plus de détails, voir Fiche technique et Distribution.
Clins d'œil sur un adieu (Parting Glances) est un film américain sorti en 1986. 
Il donne une vision réaliste de la vie gay urbaine dans les années 1980 lors de l'ère reaganienne et l'impact de l'épidémie de SIDA, ce qui en fait suivant la critique un film important du cinéma gay. C'est l'un des premiers films à parler du SIDA. Son réalisateur, Bill Sherwood (en), est mort de complications dues au SIDA en 1990.

## Synopsis
L'histoire est celle d'un couple homosexuel, Robert et Michael, entre vingt et trente ans, vivant à New York. Robert (John Bolger) est sur le point de partir travailler en Afrique alors que son compagnon Michael (Richard Ganoung) reste en Amérique. L'ex de Michael, Nick (Steve Buscemi), dont Michael s'occupe et dont il est toujours amoureux, est atteint du SIDA.
Parting Glances se déroule sur deux jours, principalement lors de la fête d'adieu organisée pour Robert par une amie du couple, Joan (Kathy Kinney), et à un repas de fête chez le patron de Robert, Cecil (Patrick Tull) et sa femme Betty (Yolande Bavan) ; des époux peu conventionnels.
Tout en étant un film dramatique, le film contient aussi des moments comiques. Les critiques ont remarqué les dialogues réalistes et pleins d'esprit, et l'évocation détaillée de la vie sociale gay et gay-friendly dans le Manhattan des années 1980.
Parting Glances fut aussi l'un des premiers films à traiter franchement et de manière réaliste le sujet du SIDA et l'impact de cette maladie récente sur la communauté gay. 
Le film contient des chansons de Bronski Beat : Love and Money, Smalltown Boy et Why?. On y trouve aussi une subtile utilisation du premier quatuor avec piano de Brahms (sol mineur op. 25). 

## Fiche technique
- Titre : Clins d'œil sur un adieu
- Titre original : Parting Glances
- Réalisation : Bill Sherwood
- Scénario : Bill Sherwood
- Photographie : Jacek Laskus
- Montage : Bill Sherwood
- Production : Yoram Mandel et Arthur Silverman
- Société de production : Rondo Productions
- Pays de production :  États-Unis
- Genre : Drame, romance et film musical
- Durée : 90 minutes
- Dates de sortie : 
  - États-Unis : 19 février 1986
  - France : 29 octobre 1986

## Distribution
- Richard Ganoung : Michael
- John Bolger : Robert
- Steve Buscemi : Nick
- Adam Nathan : Peter
- Kathy Kinney : Joan
- Patrick Tull : Cecil
- Yolande Bavan : Betty
- Andre Morgan : Terry
- Richard Wall : Douglas
- Jim Selfe : l'ami de Douglas
- Kristin Moneagle : Sarah
- John Siemens : Dave
- Bob Koherr : Sam
- Ted Ganger : Klaus
- Nada : Liselotte
- Cam Brainard : Ricky

## Critiques et récompenses
Parting Glances a offert à Steve Buscemi son premier rôle dans un long-métrage. "C'est tout autant grâce à lui qu'au film que l'angoisse du Sida est présentée comme une partie d'un système social plus large, comprise en contexte, et jamais sous un jour larmoyant", écrit Janet Maslin dans sa critique du film pour le New York Times
En 2006, les archives de télévision et de cinéma de l'UCLA ont annoncé la restauration du film et son ajout au projet Outfest Legacy Project.